# Jean Depelley
Jean Depelley (Limousin, 22 juli 1966) is een Frans journalist, filmregisseur, filmschrijver en stripscenarist.

## Carrière
Depelley had al in de jaren tachtig van de 20e eeuw een interesse ontwikkeld in Amerikaanse populaire literatuur en strips, met name het werk van Jack Kirby.
In 1994 ontmoette hij regisseur Fabrice Lambot, die hoofdredacteur was van het fanzine Atomovision en ging hiervoor schrijven. In 2007 werd het blad Métaluna gelanceerd waar hij redacteur werd. Depelley schreef voor de uitgever hiervan ook enige filmscripts, zoals voor de korte film Le sang du châtiment (2005) en Dying God (2008).
Hij schreef het scenario voor onder meer de stripreeks Totems van Megaliths Productions. Verder schrijft Depelley artikelen voor tijdschriften als Comics Culture, Univers Comics en Strange (van de The Jack Kirby Collector). Ook publiceert hij tijdschriften gewijd aan Amerikaanse strips uit de gouden eeuw, zoals Unlimited Golden Comics.
In 2013 en 2014 publiceerde Depelley in twee delen een biografie van Jack Kirby. Dit werk werd in 2015 bekroond met de Prix Papiers Nickeles SoBD.
In 2017 schreef en regisseerde Depelley samen met Marc Azéma de documentaire Kirby at War: La Guerre De Kirby en in 2020 volgde eveneens samen met Azéma de documentaire Jack Kirby - The D-Day Superhero: Jack Kirby - Le Super-Héros du D-Day.
In 2018 en 2019 schreef Depelley de scenario's voor de stripreeks Kitty Beaufort, getekend door Éric Albert.
- Bibliothèque nationale de France: cb14650683z (data)
- International Standard Name Identifier: 0000 0000 0114 1893
- Système universitaire de documentation: 175226474
- Virtual International Authority File: 306415082